# Lust Cobra Corporation
Lust Cobra Corporation war ein US-amerikanischer Hersteller von Automobilen.

## Unternehmensgeschichte
Das Unternehmen wurde am 30. August 1982 in Kalifornien gegründet. Der Sitz war in Ventura in Kalifornien. Allerdings gibt es auch Hinweise auf Groton in Massachusetts. Inhaber waren die Brüder Paul und John Lust. 1985 oder etwa 1985 begann die Produktion von Automobilen und Kit Cars. Der Markenname lautete Lust. Im gleichen Jahr endete die Produktion.

## Fahrzeuge
Das einzige Modell war die Nachbildung des AC Cobra. Der verstärkte Rahmen eines Ford Mustang II bildete die Basis. Die Karosserie bestand weitgehend aus Stahl und nur einige Teile aus Glasfaser.